# Jonathan Rivera
Jonathan Omar Rivera Vega (31 maggio 1993) è un pallavolista portoricano.
Gioca nel ruolo di palleggiatore.

## Carriera

### Club
La carriera di Jonathan Rivera inizia a livello giovanile nella Bayamón MA, dove gioca fino al 2011. Per motivi di studio si trasferisce negli Stati Uniti d'America, dove partecipa alla NCAA Division I dal 2012 al 2015 con la IPFW. 
Conclusa la carriera universitaria, nella stagione 2015 torna a Porto Rico, iniziando la carriera professionistica nella Liga de Voleibol Superior Masculino coi Changos de Naranjito, che tuttavia lo svincolano nel corso dell'annata, che conclude coi Patriotas de Lares; nel gennaio 2016, al termine degli impegni in patria, gioca in Svezia per la seconda parte dell'annata con la formazione dello Hylte/Halmstad, in Elitserien.
Nella stagione 2016-17 approda ai Gigantes de Carolina. Successivamente torna negli Stati Uniti, dove partecipa allo NVA Showcase 2017 col Team Pineapple. Torna in campo nell'autunno 2018, firmando con il Saaremaa, in Estonia, dove milita solo per un breve periodo a causa di un infortunio.

### Nazionale
Fa parte della nazionale portoricana under 19, vincendo la medaglia di bronzo al campionato nordamericano 2010, dove viene inoltre premiato come miglior servizio, e quella d'argento alla Coppa panamericana 2011, mentre con la nazionale under 21 vince la medaglia di bronzo al campionato nordamericano 2010

## Palmarès

### Nazionale (competizioni minori)
- Campionato nordamericano under 19 2010
- Campionato nordamericano under 21 2010
- Coppa panamericana under 19 2011

### Premi individuali
- 2010 - Campionato nordamericano under 19: Miglior servizio